# Dalmiro Buys de Barros
Dalmiro Buys de Barros (Rio de Janeiro, 29 de julho de 1883 – Rio de Janeiro, 9 de janeiro de 1971) foi um político brasileiro.
Filho de Romualdo de Carvalho Barros, nascido na Bahia, e de Isolina Emirene Buys de Barros, nascida no Rio de Janeiro. Neto paterno de Balduíno Cândido de Barros e de Maria Albina da Costa Carvalho; neto materno de Henrique Frederico Buys e de Joaquina da Silva Nazareth. 
Foi deputado à Assembleia Legislativa de Santa Catarina na 12ª legislatura (1925 — 1927) e na 13ª legislatura (1928 — 1930).